# مقاطعة بورمة
مقاطعة بورمة (بالصومالية: Degmada Boorama)‏ إحدى مقاطعات محافظة أودال في أرض الصومال.

## التركيبة السكانية
تستوطن محافظة أودل عشائر صومالية، أبرزها جدبورسي من الدِر.
وكذلك تستوطن عشيرة عيسى فرع قبيلة الدِر المقاطعة وبشكل رئيس منطقة زيلع.

## روابط خارجية
- مقاطعات الصومال
- الخريطة الإدارية لمقاطعة بورمة